# Oeste do Canadá

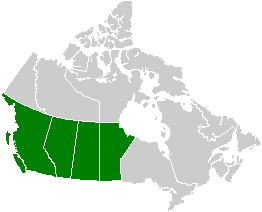
Mapa mostrando as províncias do Oeste do Canadá

O Oeste do Canadá, também referido como províncias ocidentais ou O Oeste, é uma região do Canadá que incluiu as províncias de Alberta, Colúmbia Britânica, Manitoba e Saskatchewan.